# 6,5×53 R Mannlicher
6,5×53 R Mannlicher (tudi 6,5×53 R romunski ali 6,5x53 R nizozemski) je puškovni naboj katerega glavni uporabnici sta bili Nizozemska in Kraljevina Romunija, omejeno pa je bil v uporabi tudi na Portugalskem. V Združenem kraljestvu je bil razširjen kot lovski naboj, pod imenom .256 Mannlicher Rimmed.

## Razvoj
Naboj je v letih 1890-1892 razvijal Ferdinand Mannlicher v Steyrju (Avstro-Ogrska). Za osnovo tega naboja je uporabil italijanski naboj 6,5x52 Carcano, kateremu je na željo nizozemskih vojaških kupcev dodal izbočen rob (R). Razvil je tudi simetrične okvirčke, ki jih je bilo možno skozi odprtino na vrhu puške vstaviti z ene ali druge stani. V izdelavi je bil vsaj do leta 1943.
Je precej podoben italijanskemu naboju 6,5x52 Carcano, ki sicer nima izbočenega roba, ima 1,5 mm krajši tulec in je na Slovenskem pogostejši. Iz naboja 6,5x53 R je bil razvit brezrobni 6,5x54 Mannlicher–Schönauer, ki se je uporabljal v grški vojski in je bil priljubljen med lovci.

## Uporaba

### Kraljevina Romunija
Kraljeva romunska vojska je naboj uporabljala v romunski maliherici od leta 1892 do leta 1938, ko ga je s puško vz. 24 začel zamenjevati nemški 7,92x57 Mauser. V boju ga je uporabila v drugi balkanski vojni, v prvi svetovni vojni in kljub delni zamenjavi tudi v drugi svetovni vojni. Po drugi vojni je dokončno prešel iz uporabe.

### Nizozemska
Nizozemska je naboj uradno uvedla leta 1895. Uporabljala ga je v nizozemskih manlihericah, strojnicah Schwarzlose M.08 in puškomitraljezih Lewis. Z začetkom leta 1925 so Nizozemci svoje strojnice in puškomitraljeze začeli predelovati na močnejši naboj 7,92x57 R (ni enak nemškemu 7,92x57, ker ima izbočen rob). Med prvo svetovno vojno je bila nevtralna, zato je naboj 6,5x53 R v boju prvič uporabila ob nemškem napadu na Nizozemsko leta 1940. Po drugi vojni je po 50 letih uporabe prešel iz uporabe.

## Orožje, ki uporablja ta naboj
| Puške: - manliherica M.92 - romunska manliherica M.93 - nizozemska manliherica M.95 - portugalska manliherica M.96 | Mitraljezi: - nizozemski Schwarzlose M.08, M.08/13 in M.08/15 - nizozemski Lewis M20 - nizozemski Vickers (strojnica) - nizozemski Madsen (puškomitraljez) |